# Sinagoga Monte Sinaí
La Sinagoga Monte Sinaí es la primera sinagoga de la comunidad judía de Ciudad de México, ubicada en el centro histórico de la Ciudad de México. La Sinagoga Monte Sinaí es la primera congregación independiente con un estilo ortodoxo y es considerada la primera sinagoga del país.